# Sajjid Muhammad Adnan
Sajjid Muhammad Adnan Mahfuz Muhammad Husajn (ur. 5 lutego 1983) – bahrajński piłkarz grający na pozycji środkowego obrońcy.

## Kariera klubowa
Karierę piłkarską Adnan rozpoczął w klubie Malkiya Club wywodzącego się z miasta o tej samej nazwie. W 2003 roku zadebiutował w jego barwach w bahrajńskiej Premier League. Grał w nim przez dwa sezony, czyli do lata 2005 roku, jednak nie odniósł z nim żadnych sukcesów. W 2005 roku odszedł do katarskiego klubu Al-Khor, gdzie podobnie jak w Malkiya Club, stał się podstawowym zawodnikiem. W 2009 roku został uznany ex aequo drugim najlepszym piłkarzem w Azji obok Kengo Nakamury i po innym reprezentancie Japonii Yasuhito Endō. W sierpniu 2011 zmienił klub na australijski Brisbane Roar.

## Kariera reprezentacyjna
W reprezentacji Bahrajnu Adnan zadebiutował w 2002 roku. W 2004 roku zajął z Bahrajnem 4. miejsce podczas Pucharu Azji 2004. Na tym turnieju wystąpił w 4 meczach: z Chinami (2:2), z Katarem (1:1), z Indonezją (3:1 i czerwona kartka) i o 3. miejsce z Iranem (2:4). W 2007 roku został powołany przez selekcjonera Milana Máčalę do kadry na Puchar Azji 2007. Tam rozegrał 2 spotkania: z Koreą Południową (2:1) i z Arabią Saudyjską (0:4).